# Česká fotbalová liga 2013/2014
Česká fotbalová liga 2013/14, 3. nejvyšší fotbalová soutěž v Česku, měla stejně jako v předchozí sezóně stejný systém a shodný počet klubů. Vítězem a postupujícím do Národní ligy se stalo mužstvo FK Kolín. Z 2. ligy do ČFL sestoupil klub FK Čáslav jako 15. celek 2. nejvyšší soutěže. Naopak z divizí postoupily: Meteor Praha VIII, Admira Praha, SK Viktorie Jirny a Štěchovice.

## Kluby podle krajů
- Praha: SK Horní Měcholupy, AC Sparta Praha B, FK Meteor Praha VIII, FK Admira Praha
- Plzeňský: Jiskra Domažlice
- Karlovarský: 1.FC Karlovy Vary
- Ústecký: FC Chomutov, SK Roudnice nad Labem
- Jihočeský: SK Strakonice 1908
- Středočeský: FK Králův Dvůr, FK Kunice, SK Zápy, FK Kolín, FK Čáslav, FK TJ Štěchovice, SK Viktoria Jirny
- Pardubický: MFK Chrudim
- Královéhradecký: SK Převýšov

## Tabulka
| Poř. | Tým                   | Z  | V  | R  | P  | VG | OG | B   |
| ---- | --------------------- | -- | -- | -- | -- | -- | -- | --- |
| 1.   | FK Kolín              | 34 | 20 | 6  | 8  | 58 | 30 | 66  |
| 2.   | SK Viktorie Jirny     | 34 | 19 | 8  | 7  | 60 | 37 | 65  |
| 3.   | MFK Chrudim           | 34 | 18 | 5  | 11 | 63 | 45 | 59  |
| 4.   | FK Králův Dvůr        | 34 | 17 | 6  | 11 | 50 | 48 | 57  |
| 5.   | FC Chomutov           | 34 | 16 | 8  | 10 | 66 | 46 | 56  |
| 6.   | AC Sparta Praha B     | 34 | 16 | 7  | 11 | 57 | 43 | 55  |
| 7.   | FK Čáslav             | 34 | 16 | 6  | 12 | 51 | 44 | 54  |
| 8.   | TJ Jiskra Domažlice   | 34 | 15 | 7  | 12 | 51 | 45 | 52  |
| 9.   | FK Admira Praha       | 34 | 13 | 10 | 11 | 53 | 48 | 49  |
| 10.  | FK TJ Štěchovice      | 34 | 11 | 14 | 9  | 42 | 37 | 47  |
| 11.  | FK Meteor Praha VIII  | 34 | 14 | 5  | 15 | 54 | 66 | 47  |
| 12.  | SK Převýšov           | 34 | 13 | 7  | 14 | 63 | 50 | 46  |
| 13.  | SK Roudnice nad Labem | 34 | 12 | 10 | 12 | 58 | 52 | 46  |
| 14.  | SK Zápy               | 34 | 12 | 9  | 13 | 56 | 51 | 45  |
| 15.  | FK Kunice             | 34 | 11 | 4  | 19 | 47 | 69 | 37* |
| 16.  | 1. FC Karlovy Vary    | 34 | 10 | 4  | 20 | 51 | 70 | 34  |
| 17.  | SK Horní Měcholupy    | 34 | 6  | 6  | 22 | 30 | 70 | 24  |
| 18.  | SK Strakonice 1908    | 34 | 3  | 6  | 25 | 31 | 90 | 15  |

Poznámky:
- * Tým FK Kunice byl potrestán kontumací osmi zápasů. Kontumace vznikla na základě startu hráče Vladimíra Kolmistra, nečlena FAČR, který do těchto zápasů nastoupil. V těchto zápasech Kunice čtyřikrát vyhrály a čtyřikrát prohrály. Ve všech osmi utkáních došlo ke kontumaci na 0:3 v neprospěch Kunic. Tabulka byla následně dle tohoto trestu upravena.

- Z = Odehrané zápasy; V = Vítězství; R = Remízy; P = Prohry; VG = Vstřelené góly; OG = Obdržené góly; B = Body

|  | Postup Fotbalová národní liga 2014/15      |
|  | Sestup do Divize A, Divize B nebo Divize C |